# 澤連基 (烏克蘭)
49°44′48″N 30°55′43″E / 49.74667°N 30.92861°E

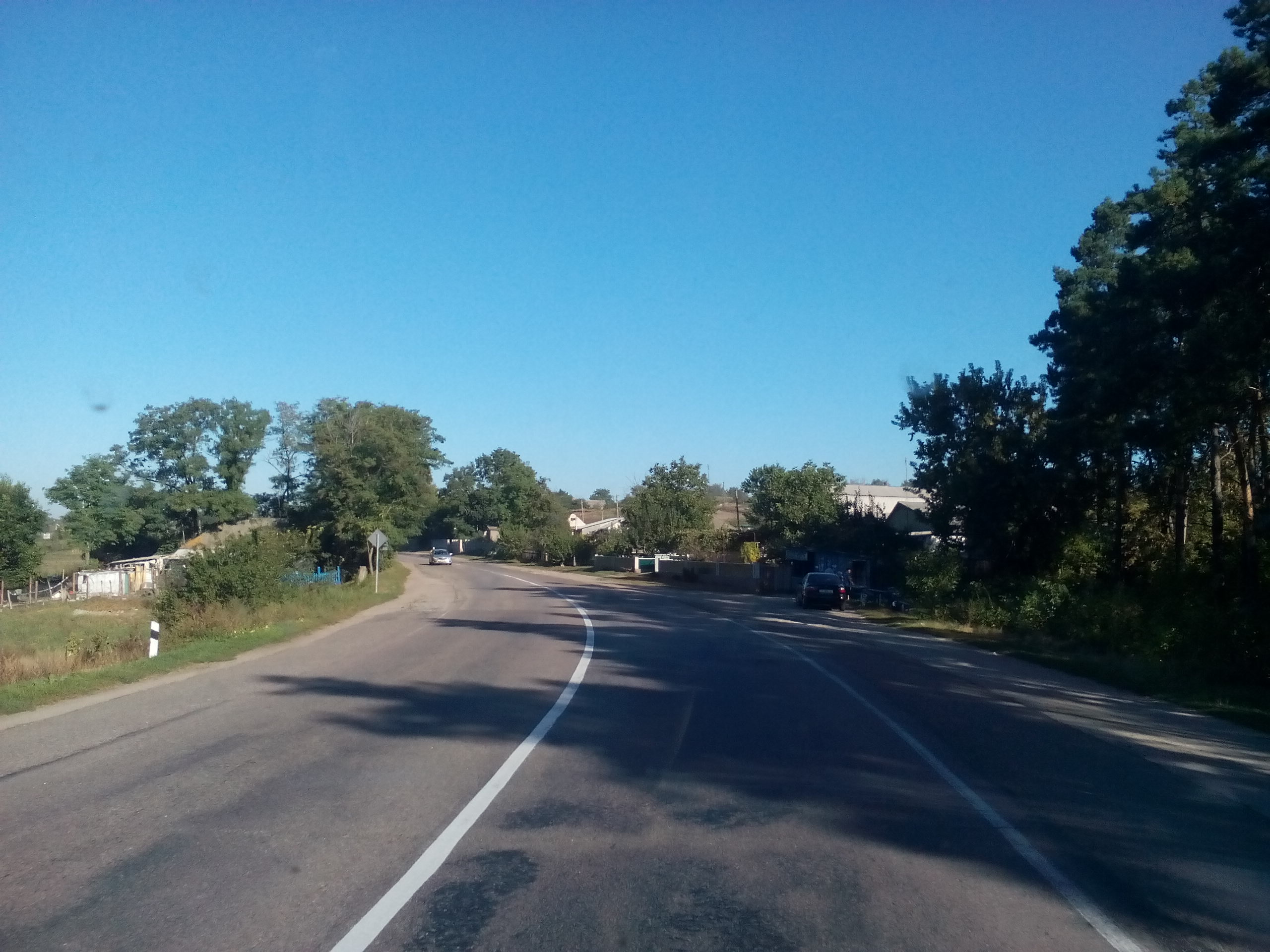

澤倫基（烏克蘭語：Зеленьки）是位於烏克蘭北部的村莊，由基辅州奧布希夫區的米羅尼夫卡市鎮負責管轄。該村始建於1626年，面積11.4平方公里，海拔高度117米，人口1,710，人口密度每平方公里164.7人。